# اندی تیلور (بازیکن فوتبال، زاده ۱۹۸۶)
اندی تیلور (انگلیسی: Andy Taylor؛ زادهٔ ۱۴ مارس ۱۹۸۶) بازیکن فوتبال اهل بریتانیا است.
از باشگاه‌هایی که در آن بازی کرده است می‌توان به باشگاه فوتبال هادرزفیلد تاون، باشگاه فوتبال ترانمره راورز، باشگاه فوتبال والسال، باشگاه فوتبال کویینز پارک رنجرز، باشگاه فوتبال بلکبرن روورز، باشگاه فوتبال بلکپول، باشگاه فوتبال کرو آلکساندرا، و باشگاه فوتبال شفیلد یونایتد اشاره کرد.
وی همچنین در تیم‌های ملی فوتبال زیر ۱۶ سال انگلستان، زیر ۱۷ سال انگلستان، زیر ۱۸ سال انگلستان، زیر ۱۹ سال انگلستان، و زیر ۲۰ سال انگلستان بازی کرده است.